# 키어넌 십카
키어넌 브레넌 십카(영어: Kiernan Brennan Shipka, 1999년 11월 10일 ~ )는 미국의 배우이다. 아역으로 데뷔했고 시대극 《매드맨》의 조역 샐리 드레이퍼 역으로 이름을 알렸다. 넷플릭스의 공포 드라마 《사브리나의 오싹한 모험》의 주인공 사브리나 역을 맡았다. 《코라의 전설》(지노라 역), 《추억의 마니》(마니 역) 등에서 성우로도 활동했다. 2019년에는 스탠리 투치와의 공동 주연 영화 《사일런스》가 개봉하였다. 이 밖에 《캐리어스》 (2009), 《다락방 안에 핀 꽃》 (2014), 《페브러리》 (2015) 등의 출연작이 있다.

## 생애와 경력

### 어린 시절
일리노이주 시카고에서 부동산 개발업자 존 영 십카(John Young Shipka)와 에린 앤 브레넌(Erin Ann Brennan)의 딸로 태어났다. 다섯 살부터 사교춤 수업을 들었다. 그녀의 가족은 십카가 6살 때 딸의 연기 생활을 위해 시카고에서 로스앤젤레스로 이사했다.

### 경력

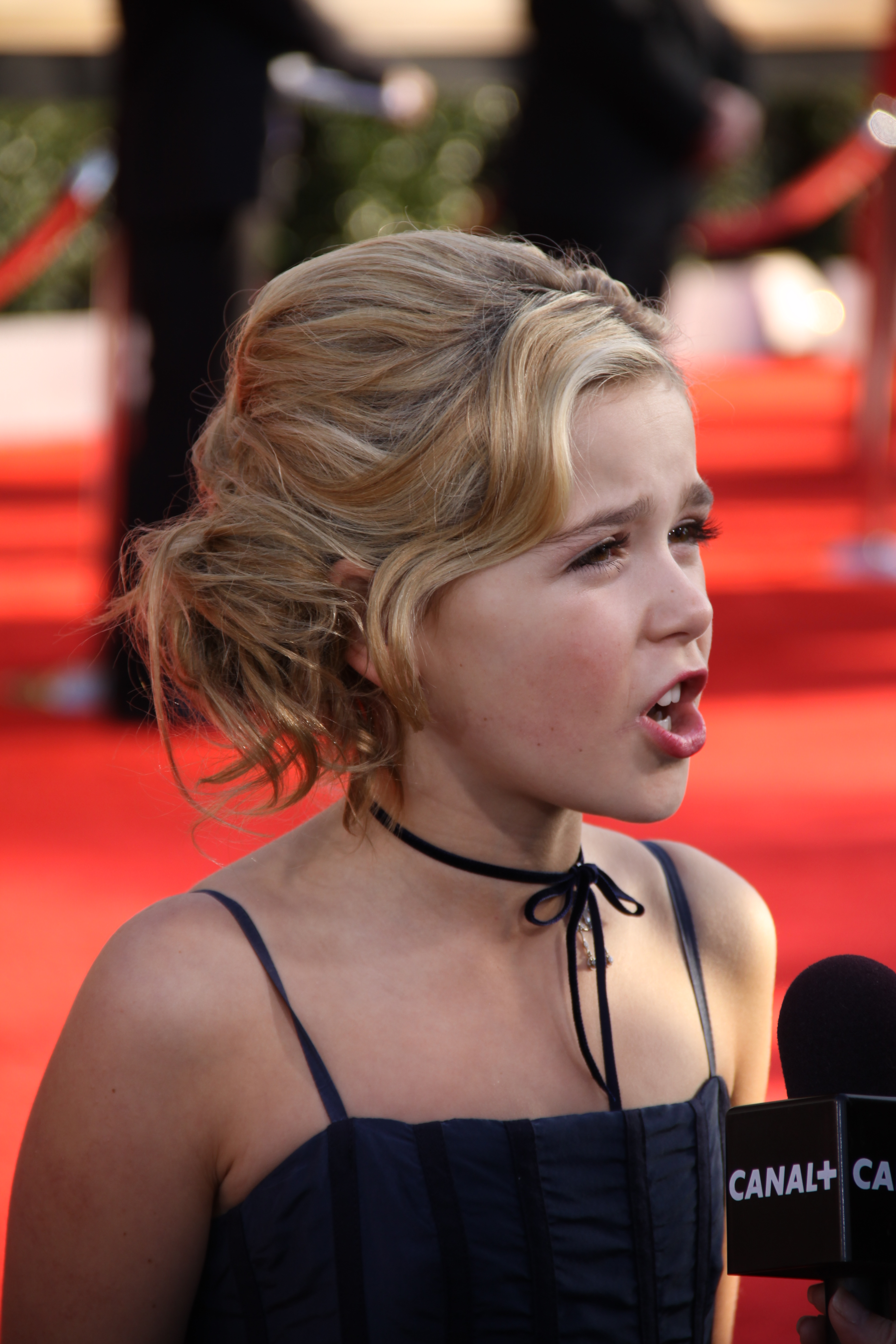
2010년 미국 배우 조합상에서

십카는 생후 5개월 때 의학 드라마, 《ER》에서 갓난아이 역으로 드라마 데뷔를 했다. 이 시기부터 상업용 프린트 모델 일을 시작했다. 《매드맨》 출연진으로서, 2008년과 2009년에 미국 배우 조합상 앙상블 캐스트 - TV드라마 부문을 수상했다.
십카는 《매드맨》에서의 연기로 극찬을 받았다. 십카를 에미상 "드라마 부문 게스트 여우주연상" 후보로 희망한 오스틴 아메리칸 스테이츠먼의 비평가 데일 로(Dale Roe)는 "[십카는] 본인이 맡은 지난 시즌의 '샐리 드레이퍼' 역처럼 매력적이다. 그녀가 고작 정규 출연진(series regular)에 그친 것은 이상하다. 십카가 《매드맨》 차기 시즌에서 시즌 3처럼만 해준다면 ― 부모의 파경으로 어려움을 겪는, 소란스러운 1960년대 소녀를 계속 연기해준다면 ― 내 희망 투표는 내년 (에미상에서) 이루어질 수 있을 것이다"라고 했다. 1~3시즌에서는 조연으로 나오다가 시즌 4에서 고정 출연으로 바뀌었다. 두 차례의 오디션 끝에 해당 배역을 얻었다.
매드맨 이후의 출연작들에는 《다락방 안에 핀 꽃》 (2014)과 오즈 퍼킨스의 공포 영화 《페브러리》 (2015)가 있다.
십카는 2014년 10월 타임지에서 선정한 '2014년 가장 영향력 있는 10대 25명' 중의 한 명으로 뽑혔다. 같은 해에, 인디와이어는 "지켜봐야할 20세 이하 배우 20인"에 십카를 포함시켰다.
2017년에 FX 드라마 《퓨드》에서 베티 데이비스의 딸 B.D. 하이먼을 연기했다.
2018년 1월, 동명의 만화를 원작으로 한 넷플릭스 드라마 《사브리나의 오싹한 모험》에서 주인공 사브리나 역으로 캐스팅되었다. 첫 번째 시즌이 2018년 10월 26일 넷플릭스에서 공개됐다.
2019년 1월 넷플릭스에서 공개되는 크리스마스 로맨틱 코미디 영화 《렛 잇 스노우》에 공동 주연을 맡을 것으로 예정되었다. 이 영화는 존 그린 외 2명이 쓴 동명 영 어덜트 소설을 원작으로 하며 루크 스넬린이 연출한다. 2019년 2월, 촬영에 들어갔다.
2015년 동명의 소설을 바탕으로 한 존 R. 레오네티의 공포 영화 《더 사일런스》에서 스탠리 투치의 상대역인 귀머거리 10대 역을 연기했다. 넷플릭스는 《더 사일런스》를 2019년 4월 10일에 공개했다. 십카는 해당 배역을 위해 미국 수화를 익혔다. 레오네티 감독은 "십카는 스탠리 투치와 같이 연기를 하고 있어요. 장담컨대 그녀는 자신이 지닌 실력 이상의 연기력을 갖췄어요. 그녀의 연기를 지켜보면 빠져들어요."라고 하며 연기력을 극찬했다.

## 사생활
십카는 자신의 패션에 영향을 준 이들로 그레이스 켈리와 오드리 헵번을 꼽았다.

## 출연작 목록

### 영화
| 연도 | 제목                     | 원제                                     | 배역           | 비고          |
| ---- | ------------------------ | ---------------------------------------- | -------------- | ------------- |
| 2007 | 디멘션                   | Dimension                                | 몰리           |               |
| 2008 | 로어 러닝                | Lower Learning                           | 세라           |               |
| 2009 | 링컨                     | A Rag Doll Story                         | 여자애         | 단편 영화     |
| 2009 | 로스트 랜드: 공룡 왕국   | Land of the Lost                         | 웅덩이 소녀    |               |
| 2009 | 캐리어스                 | Carriers                                 | 조디           |               |
| 2009 | 하우스 브로큰            | House Broken                             | 태미 토버      |               |
| 2010 | 캣츠 앤 독스 2           | Cats & Dogs: The Revenge of Kitty Galore | 놀이터 여자애  |               |
| 2010 | 라이언과 란디 쇼         | The Ryan and Randi Show                  | 랄라 라 랄라   | 단편 영화     |
| 2010 | 시끄럽게 청소            | Squeaky Clean                            | 에밀리         | 단편 영화     |
| 2011 | 스무크                   | Smooch                                   | 조이 콜        | 텔레비전 영화 |
| 2012 | 빈 방                    | The Empty Room                           | 줄리엣         | 단편 영화     |
| 2013 | 베리 굿 걸               | Very Good Girls                          | 엘리너         |               |
| 2013 | 우리는 연기처럼 일어선다 | We Rise Like Smoke                       | 어릴 적 카일러 | 단편 영화     |
| 2014 | 숲의 가장자리            | The Edge of the Woods                    | 앨리스         | 단편 영화     |
| 2014 | 다락방 안에 핀 꽃        | Flowers in the Attic                     | 캐시 돌런갱거  | 텔레비전 영화 |
| 2015 | 원 앤 투                 | One & Two                                | 에바           |               |
| 2015 | 추억의 마니              | When Marnie Was There                    | 마니           | 영어 성우     |
| 2015 | 팬 걸                    | Fan Girl                                 | 루 패로        |               |
| 2015 | 페브러리                 | The Blackcoat's Daughter                 | 캣             |               |
| 2019 | 사일런스                 | The Silence                              | 앨리 앤드루스  |               |
| 2019 | 렛 잇 스노우             | Let It Snow                              | 앤지 "듀크"    |               |
| 2024 | 트위스터스               | Twisters                                 | 에디           |               |
| 2024 | 레드 원                  | Red One                                  | 그릴라         |               |
| 2024 | 더 라스트쇼걸            | The Last Showgirl                        | 조디           |               |

### 텔레비전 드라마
| 연도      | 제목                     | 원제                                  | 배역            | 비고                                       |
| --------- | ------------------------ | ------------------------------------- | --------------- | ------------------------------------------ |
| 2006      | 명탐정 몽크              | Monk                                  | 여자애          | "Mr. Monk Gets a New Shrink" 에피소드 출연 |
| 2007      | 코리, 백악관에 가다      | Cory in the House                     | 소피네 반 친구  | "Mall of Confusion" 에피소드 출연          |
| 2007      | MADtv                    | MADtv                                 | 화난 여자애     | "Madtv Ruined My Life" 에피소드 출연       |
| 2007      | 히어로즈                 | Heroes                                | 소녀            | "Four Months Ago..." 에피소드 출연         |
| 2007-15   | 매드맨                   | Mad Men                               | 샐리 드레이퍼   | 주연                                       |
| 2012      | 두 여자의 위험한 동거    | Don't Trust the B---- in Apartment 23 | 본인            | "Parent Trap..." 에피소드 출연             |
| 2012-14   | 코라의 전설              | The Legend of Korra                   | 지노라          | 주연                                       |
| 2013-18   | 리틀 프린세스 소피아     | Sofia the First                       | 우나            | 에피소드 3회분 출연                        |
| 2015      | 언브레이커블 키미 슈미트 | Unbreakable Kimmy Schmidt             | 키미            | 〈키미 생일이다!〉 에피소드 출연           |
| 2017      | 퓨드                     | Feud: Bette and Joan                  | B. D. 하이먼    | 에피소드 5회분 출연                        |
| 2017      | 아메리칸 대드!           | American Dad!                         | 여학생          | "The Witches of Langley" 에피소드 출연     |
| 2017      | 패밀리 가이              | Family Guy                            | 치어리더        | "The Peter Principal"                      |
| 2017      | 네오 요키오              | Neo Yokio                             | 헬레니스트      | 〈헬레니스트〉 에피소드 출연               |
| 2018-현재 | 사브리나의 오싹한 모험   | Chilling Adventures of Sabrina        | 사브리나 스펠먼 | 주인공                                     |

### 비디오 게임
| 연도 | 제목                   | 배역                       |
| ---- | ---------------------- | -------------------------- |
| 2014 | 코라의 전설            | Jinora                     |
| 2016 | 마블 어벤져스 아카데미 | 제시카 드루 / 스파이더우먼 |

## 수상 및 후보
| 연도 | 시상식                                 | 부문                                           | 출연작         | 결과 | 각주.  |
| ---- | -------------------------------------- | ---------------------------------------------- | -------------- | ---- | ------ |
| 2007 | 새틀라이트상                           | 드라마 부문 최우수 캐스팅                      | 매드맨         | 수상 | [ 22 ] |
| 2009 | 영화배우조합                           | 미국 배우 조합상 앙상블 캐스트 - TV드라마 부문 | 매드맨         | 수상 | [ 23 ] |
| 2009 | 영 아티스트 어워드                     | 드라마 부문 조연 아역 여배우 연기상            | 매드맨         | 후보 | [ 24 ] |
| 2010 | 영화배우조합                           | 미국 배우 조합상 앙상블 캐스트 - TV드라마 부문 | 매드맨         | 수상 | [ 23 ] |
| 2010 | 영 아티스트 어워드                     | 단편 영화 부문 아역 여배우 연기상              | Squeaky Clean  | 후보 | [ 25 ] |
| 2010 | 영 아티스트 어워드                     | 장편 영화 부문 아역 여우조연상                 | 캐리어스       | 후보 | [ 25 ] |
| 2011 | 영화배우조합                           | 미국 배우 조합상 앙상블 캐스트 - TV드라마 부문 | 매드맨         | 후보 | [ 23 ] |
| 2011 | 영 아티스트 어워드                     | 장편 영화 부문 10대 및 20세 이하 여우주연상    | 캣츠 앤 독스 2 | 후보 | [ 26 ] |
| 2011 | 영 아티스트 어워드                     | 드라마 부문 (코미디/정극) - 여우조연상         | 매드맨         | 후보 | [ 26 ] |
| 2012 | 영 할리우드 어워드                     | 여성 부문 씬 스틸러                            | 매드맨         | 수상 | [ 27 ] |
| 2012 | 영 아티스트 어워드                     | TV 영화, 미니시리즈/특별극 부문 – 여우주연상   | Smooch         | 후보 | [ 28 ] |
| 2013 | 영화배우조합                           | 미국 배우 조합상 앙상블 캐스트 - TV드라마 부문 | 매드맨         | 후보 | [ 29 ] |
| 2013 | 영 아티스트 어워드                     | 성우 (텔레비전) 부문 - 여배우상                | 코라의 전설    | 후보 | [ 30 ] |
| 2013 | 영 아티스트 어워드                     | 드라마 부문 - 여우조연상                       | 매드맨         | 수상 | [ 30 ] |
| 2013 | 우먼 인 필름 크리스털+루시 필름 어워드 | Lucy Award                                     | 매드맨         | 수상 | [ 31 ] |
| 2014 | 영 할리우드 어워드                     | You're So Fancy                                |                | 후보 | [ 32 ] |